# Schöfweg
Schöfweg – miejscowość i gmina w Niemczech, w kraju związkowym Bawaria, w rejencji Dolna Bawaria, w regionie Donau-Wald, w powiecie Freyung-Grafenau, wchodzi w skład wspólnoty administracyjnej Schönberg. Leży w Lesie Bawarskim, około 23 km na zachód od miasta Freyung, przy drodze B533.
1 kwietnia 2013 do gminy przyłączono prawie cały dzień wcześniej rozwiązany obszar wolny administracyjnie Sonnenwald, tym samym powierzchnia gminy wzrosła o 3,64 km².

## Dzielnice
W skład gminy wchodzą cztery dzielnice: Allhartsmais, Schöfweg, Sonnenwald i Hilgenreith.

## Demografia
| Rok  | Liczba mieszk. |
| 1970 | 1 132          |
| 1987 | 1 174          |
| 2000 | 1 344          |

## Oświata
W gminie znajduje się szkoła podstawowa.